# Marc-Emile Ruchet
Marc-Emile Ruchet (Bex, 14 settembre 1853 – Bex, 13 luglio 1912) è stato un politico svizzero.
Nel dicembre 1899 è stato eletto nel Consiglio federale svizzero, rimanendovi fino al 13 luglio 1912, giorno della sua morte.
Nel corso del suo mandato ha diretto il Dipartimento federale dell'interno (1900-1903, 1906-1910 e 1912), il Dipartimento federale delle finanze (1904) e il Dipartimento federale degli affari esteri (1905 e 1911).
Era rappresentante del Partito Liberale Radicale.
Ha ricoperto la carica di Presidente della Confederazione svizzera due volte, nel 1905 e nel 1911.
Massone, era membro della Loggia "Liberté" di Losanna, N. 21 della Gran Loggia Svizzera Alpina.